# Billete de veinte dólares estadounidenses
El billete de veinte dólares estadounidenses se caracteriza por la imagen del Presidente de los EE.UU. y fundador del Partido Demócrata de los Estados Unidos Andrew Jackson en el anverso (razón por la que a este billete a menudo se le llama "Jackson"), y la de la Casa Blanca en el reverso. El billete ocupa el quinto lugar en las denominaciones de billetes de dólares.
El billete de US$20 se denominaba en el pasado como "doble-sawbuck", porque es el doble del valor de un billete de diez dólares, que fue apodado "sawbuck"; debido a que la semejanza con el número diez romano (X), y a que recuerda las patas de un sawbuck. Sin embargo, esta denominación es mucho menos común hoy en día de lo que era a principios del siglo XX. La moneda de oro de 20 $ era conocida como un "Double Eagle", si bien no es un apodo sino un nombre fijado por el Congreso.
Es el billete de mayor valor más comúnmente utilizado por los estadounidenses. La Oficina de Grabado e Impresión dice que la "tirada media vida" de un billete de 20 dólares es de 24 meses (2 años) antes de que sea sustituido debido al desgaste. Aproximadamente el 22% de todos los billetes impresos hoy son de 20 $. El precinto de papel con el que son entregados a los bancos es de color violeta.

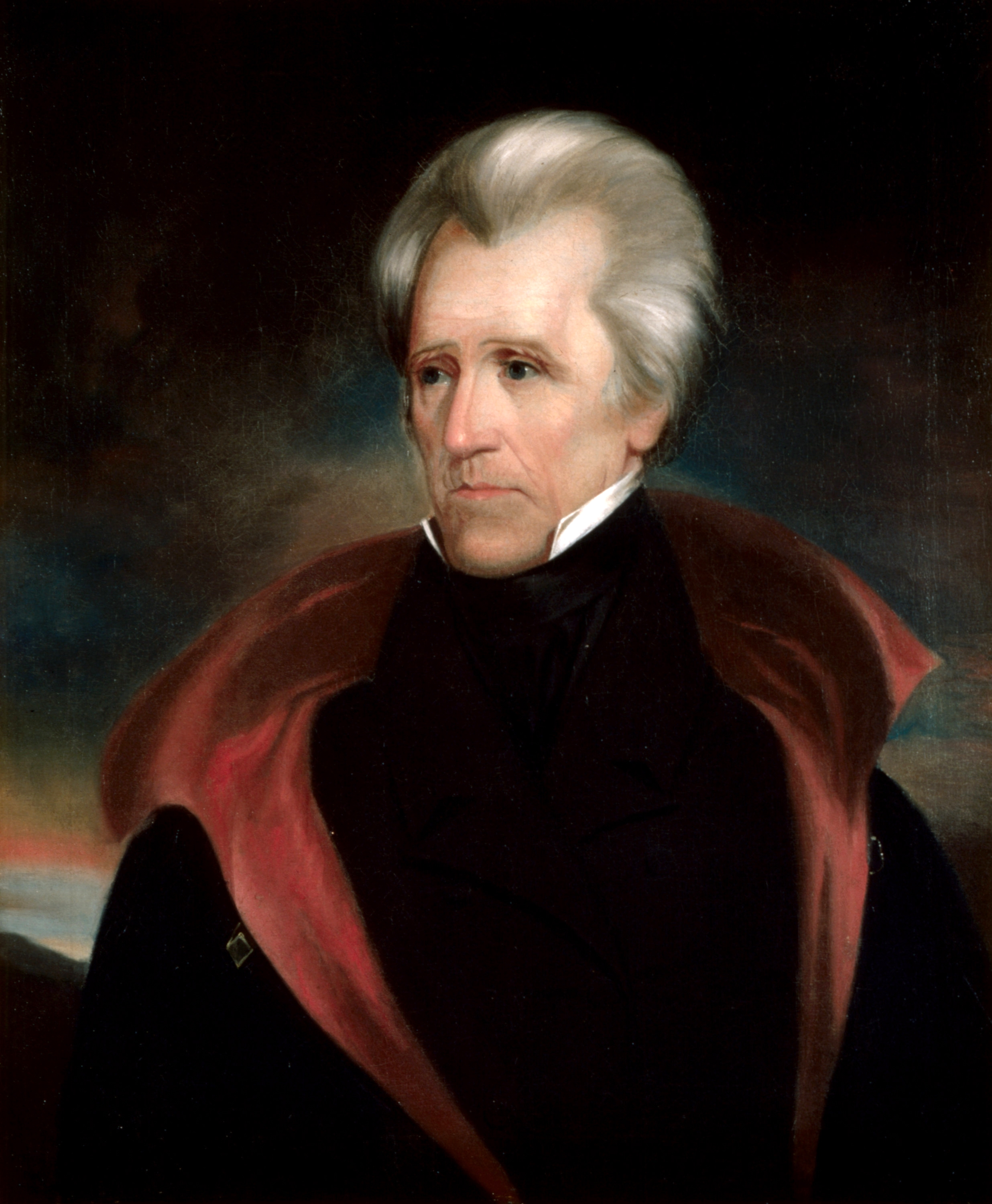
Retrato oficial

## Efigie de Harriet Tubman
En una campaña llamada "Las mujeres en 20 años" se preguntó a los votantes seleccionados para elegir 3 de 15 candidatas, con el objetivo de tener una mujer en el billete de 20 dólares en 2020, el centenario de la Enmienda 19 que dio a las mujeres el derecho al voto. Las cuatro principales candidatas fueron Eleanor Roosevelt, Rosa Parks, Harriet Tubman y Wilma Mankiller. En 2016 el Tesoro anunció que el rostro de Tubman sería el que sustituiría a la efigie de Andrew Jackson.

## Historia

### Billetes de gran tamaño

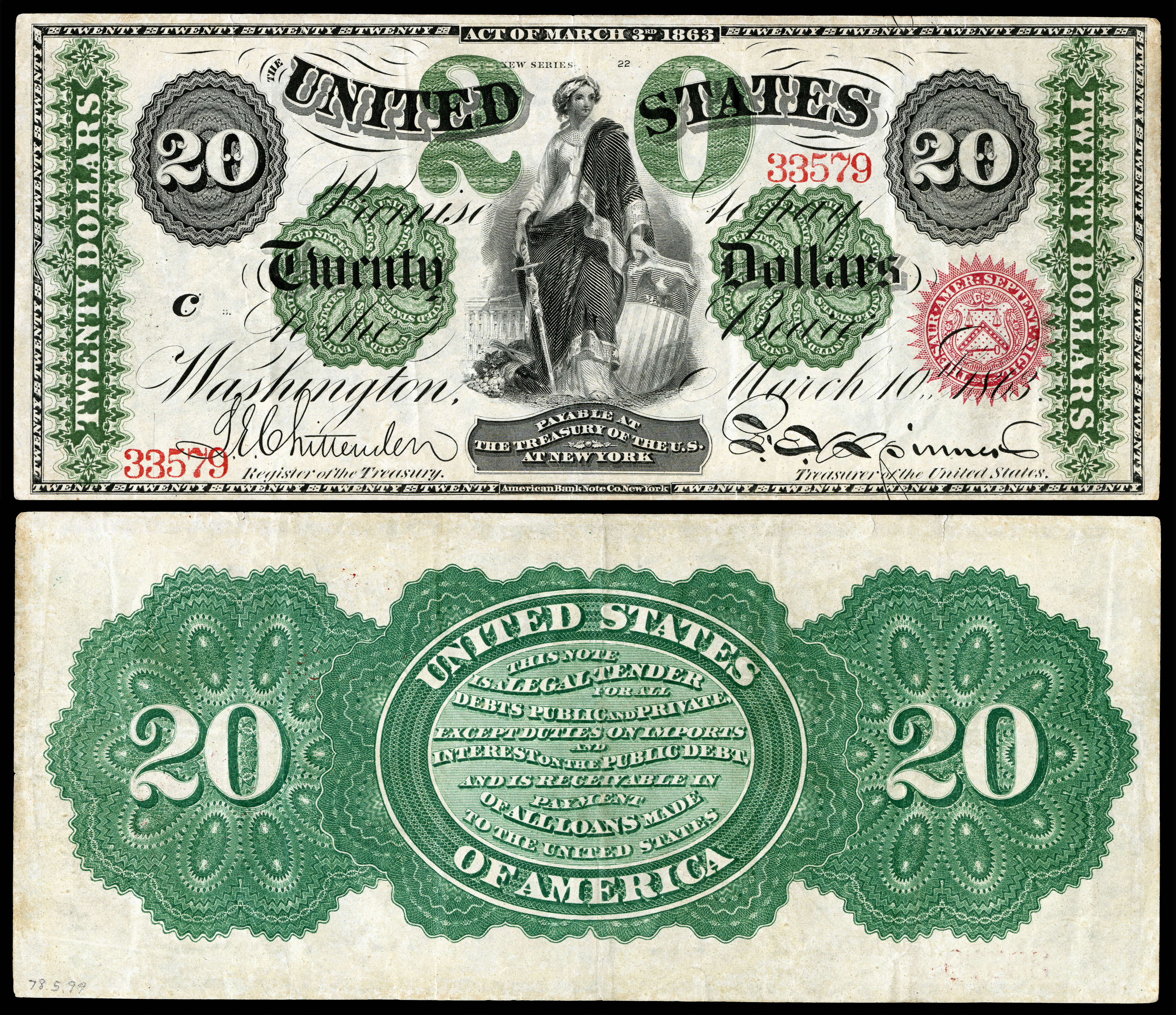
Serie de 1863

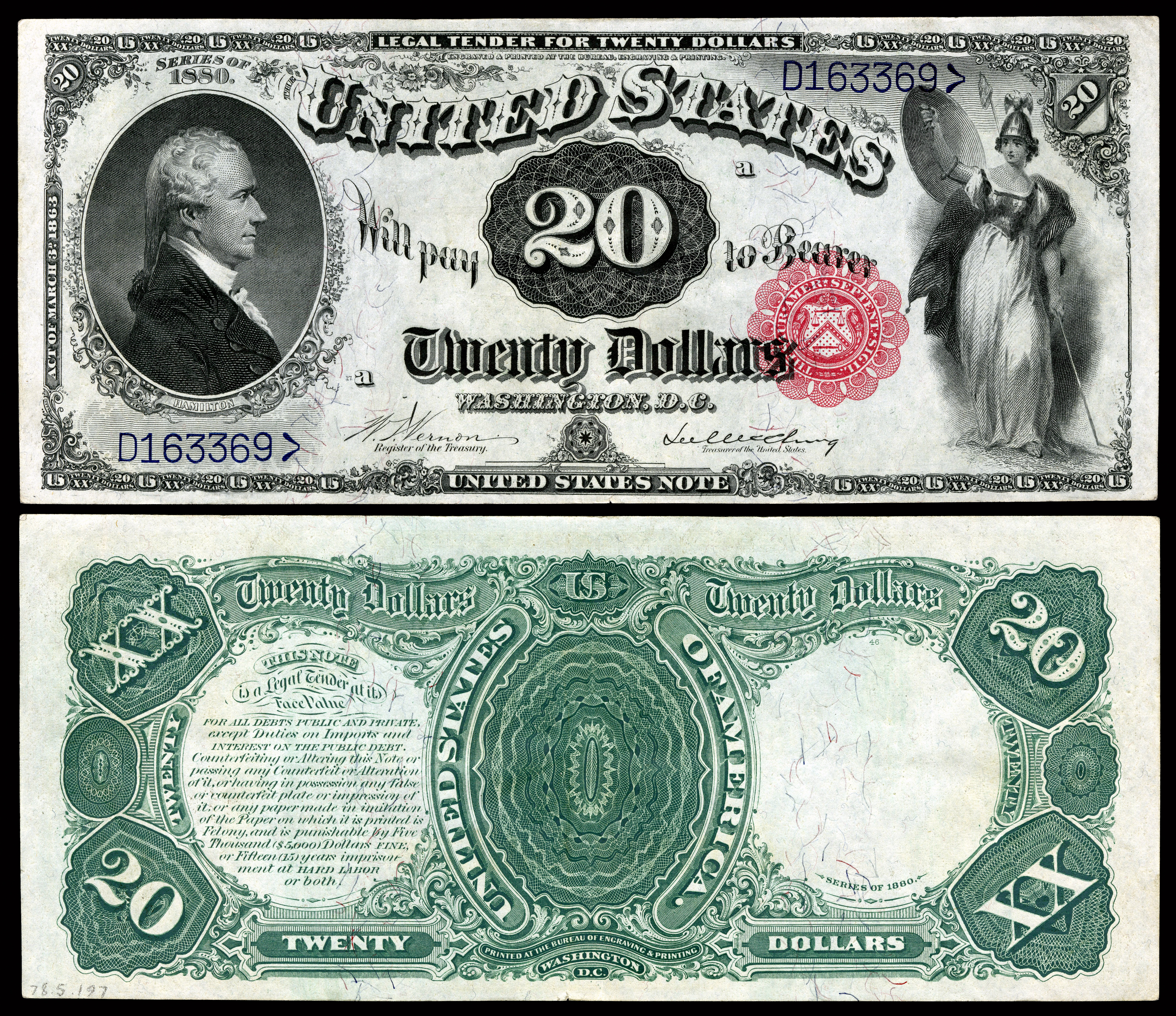
Serie de 1880

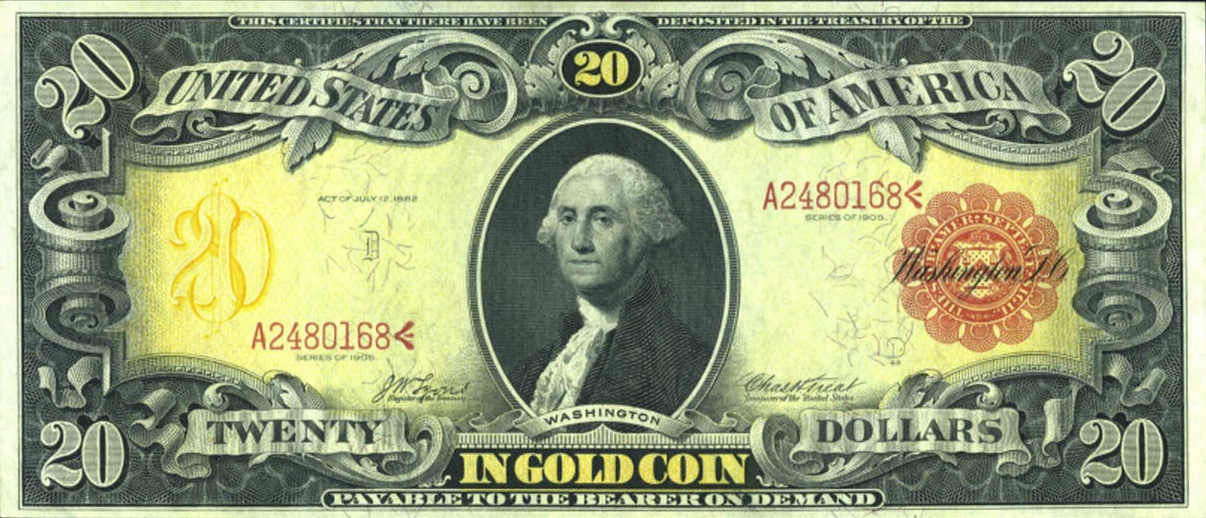
Series 1905 certificado de oro

- 1861: A Nota de la demanda con Libertad (diosa) que sostiene una espada y un escudo en la parte frontal y un diseño abstracto en la parte posterior. La parte trasera está impreso en verde.

- 1862: Una nota que es muy similar, los primeros $ 20 Estados Unidos cuenta. La parte posterior es diferente, con algunas variaciones pequeñas existentes.

- 1863: Un certificado de oro billete de $ 20 con una viñeta del águila en la cara. El reverso tiene una moneda de oro $ 20 y varios elementos abstractos. La parte posterior es de color naranja.

- 1865: Un billete de banco nacional con "La batalla de Lexington" y de "Pocahontas" en negro, y una frontera verde.

- 1869: Un nuevo Nota Estados Unidos Diseño con Alexander Hamilton en el lado izquierdo de la frente y Victoria (mitología) la celebración de una proteger y espada. El diseño trasero es de color verde.

- 1875: Como el anterior, excepto con un reverso diferente.

- 1878: Un certificado de plata del billete de $ 20 con un retrato de Stephen Decatur en el lado derecho de la cara. El diseño trasero es negro.

- 1882: Un nuevo certificado de oro con un retrato de James Garfield a la derecha de la cara. La parte posterior es de color naranja y cuenta con un águila.

- 1882: Un nuevo billete de banco nacional. La parte frontal es similar, pero la parte de atrás es diferente y se imprime en color marrón.

- 1886: Un nuevo certificado de plata $ 20 nota con Daniel Manning en el centro de la cara.

- 1890: Un tesoro (moneda) nota con John Marshall a la izquierda de la cara. Existen dos respaldos diferentes: ambos con diseños abstractos.

- 1902: Un nuevo billete de banco nacional. Las características de diseño frontal Hugh McCulloch, y la parte posterior tiene una viñeta de una América alegórico.

- 1905: Un nuevo certificado de oro $ 20 nota con George Washington en el centro de la cara. El diseño trasero es de color naranja.

### Billetes de pequeño tamaño
Jackson apareció por primera vez en el billete de 20 dólares en el año 1928. A pesar de que coincide con el 100 aniversario de la elección de Jackson como presidente, no está claro el motivo por el proyecto de ley fue cambiado de Grover Cleveland a Andrew Jackson. De acuerdo con el Tesoro de Estados Unidos, "los registros del Departamento del Tesoro no revelan la razón de que los retratos de estos estadistas particulares fueron elegidos con preferencia a las de otras personas de igual importancia y protagonismo".
La colocación de Jackson en el billete de $ 20 puede ser una ironía de la historia; como presidente, se opuso con vehemencia tanto el Banco Nacional y el papel moneda y puso la meta de su gobierno la destrucción de la Bank.In Nacional su discurso de despedida a la nación, advirtió al público sobre el papel moneda.

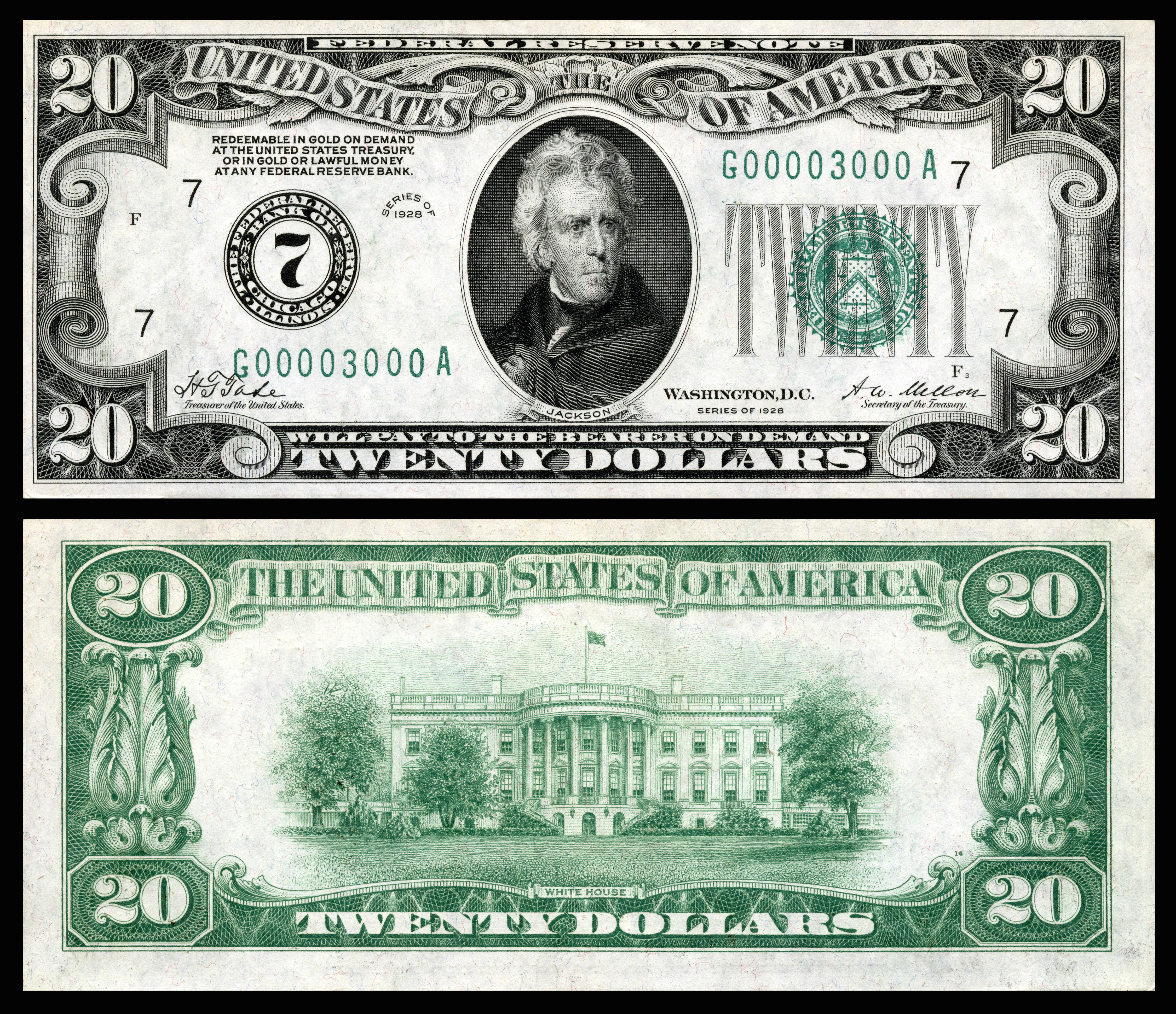
Serie 1928

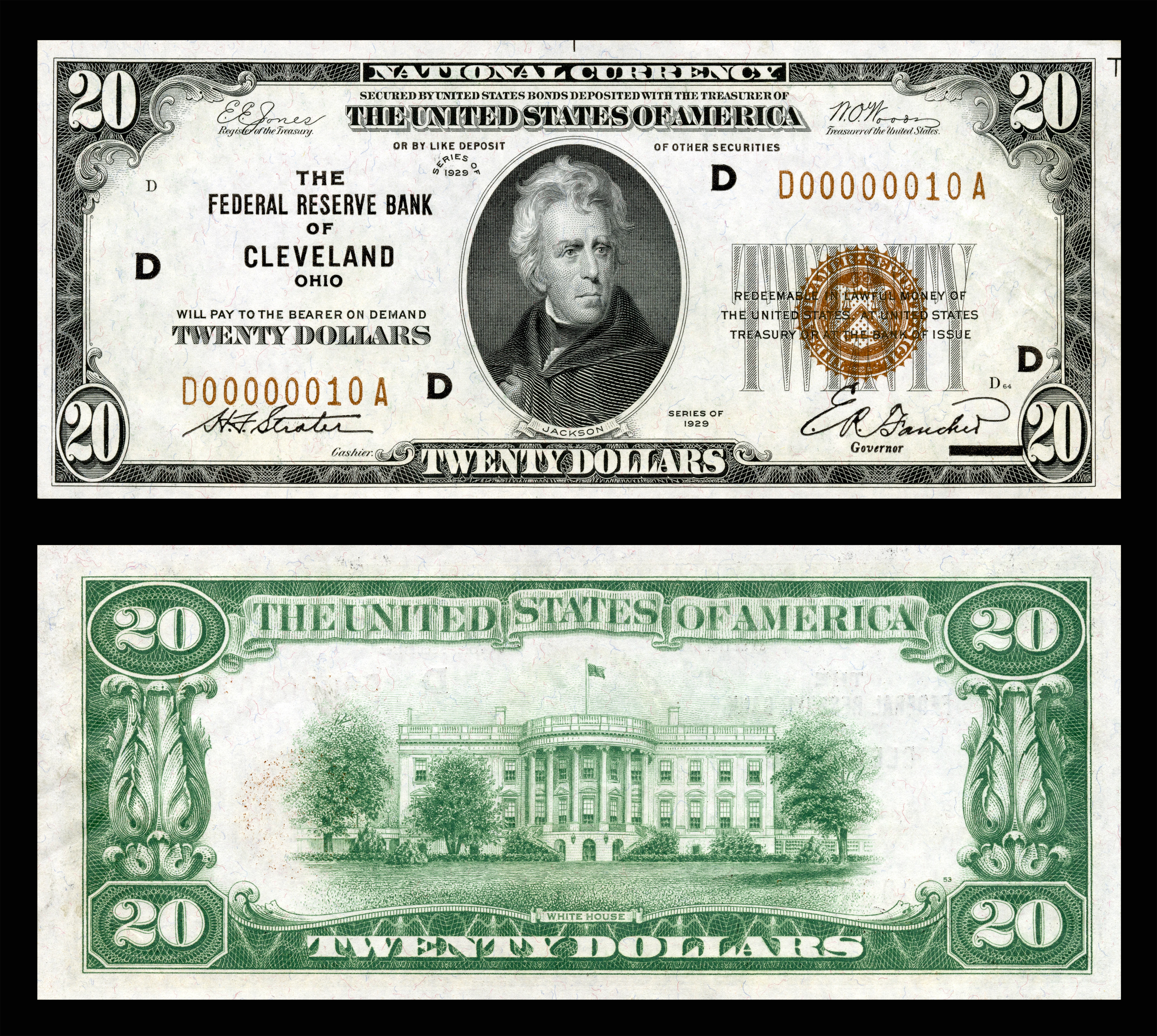
Serie 1929

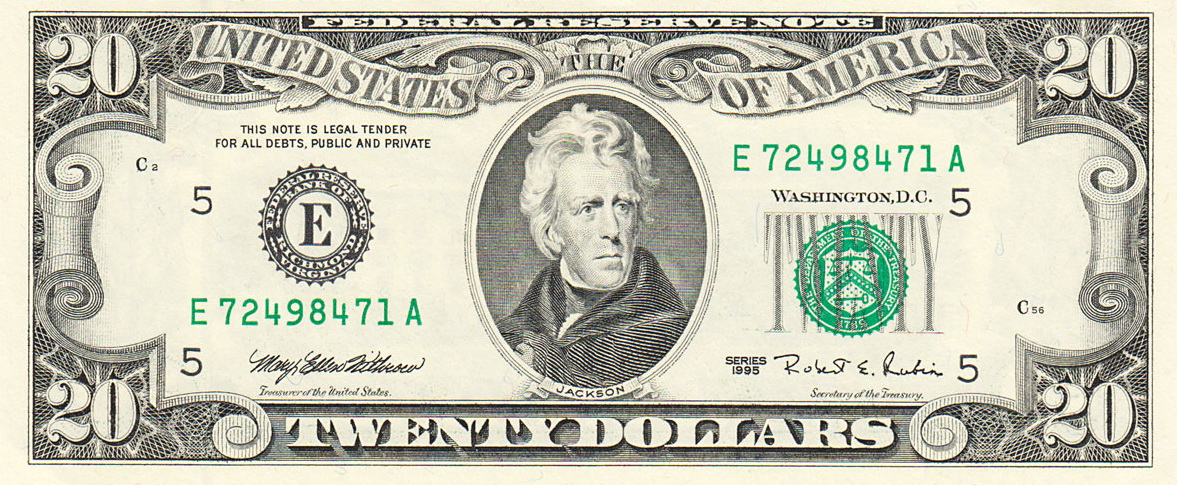
Serie 1995

- 1914: Comenzó como una nota de gran tamaño con un retrato de Grover Cleveland en la cara, y, en la parte posterior, una locomotora de vapor y un automóvil que se acerca por la izquierda, y un buque de vapor se acerca desde la derecha.

- 1918: Un billete de banco de la Reserva Federal con Grover Cleveland en el frente y un diseño trasero similar al 1914 la Reserva Federal Nota.

- 1928: Al cambiar a una de pequeño tamaño nota con un retrato de Andrew Jackson en la cara y la vista al sur de la Casa Blanca en el reverso. El billete es canjeable en oro o plata (a discreción del titular) en cualquier Banco de la Reserva Federal.

- 1934: La obligación se cambia. El proyecto de ley ya no es canjeable en oro, sino en "moneda de curso legal". Esto se debe a los EE.UU. están tomando fuera del patrón oro. "El dinero legal" en este caso significa plata.

- 1942: Una serie especial de emergencia, con números de serie de color marrón y "HAWAII" sobreimpresos en el frente y la parte posterior, se emite. Estas notas están diseñados para circular en las islas, y se considerará no válido en el caso de una invasión japonesa.

- 1948: La imagen de la Casa Blanca se ha actualizado para reflejar renovaciones al edificio en sí, incluyendo la adición de la Truman Balcón, así como el paso del tiempo. En particular, los árboles son más grandes.

- 1950: Los elementos de diseño, como los números de serie son de tamaño reducido y se movieron alrededor sutilmente, presumiblemente por razones estéticas.

- 1963: "Canjeables en moneda de curso legal" se sustituye por "In God We Trust". Los dos actos (uno teniendo moneda estadounidense fuera respaldo de plata, y el otro que se autoriza al lema nacional) son una coincidencia, aunque su resultado combinado se implementa en un rediseño. Además, varios elementos de diseño se reorganizan, menos perceptible que el cambio en 1950, sobre todo para dar cabida a las obligaciones ligeramente reorganizado.

- 1969: El nuevo sello tesoro aparece en todas las denominaciones, incluyendo los $ 20.

- 1977: Un nuevo tipo de serie de números de prensa los resultados en una fuente ligeramente diferente. Las viejas prensas se retiraron gradualmente, y los números de serie de estilo antiguo parecen tan tardía como 1981 para esta denominación.

Se añaden características anti-falsificación: 1990 microimpresión alrededor del retrato, y una tira de plástico incrustados en el papel.
24 de septiembre 1998: Recibió un aspecto completamente nuevo para disuadir aún más la falsificación; la imagen de la Casa Blanca fue cambiado a la vista lateral norte. Un grande, retrato fuera del centro de Jackson se utilizó en el frente, y se añadieron varias características contra la falsificación, incluyendo que cambia de color de tinta, microimpresión, y una marca de agua. La tira de plástico ahora lee "EE.UU. 20" y se ilumina en verde bajo una luz negro.
9 de octubre 2003: La serie actual de 20 billetes de dólar se libera con la luz sombreado de fondo en verde y amarillo, y ningún óvalo alrededor del retrato de Andrew Jackson (imágenes de fondo de las águilas, etc. También se han añadido a la parte delantera); la parte posterior es la misma vista de la Casa Blanca, pero sin el óvalo alrededor. Noventa tenues "20" s se encuentran dispersos en la parte posterior en amarillo como una "constelación Eurion" para evitar que el fotocopiado. Fecha de la serie La primera edición es de 2004 con las firmas MariIPEEFEn-nieve.